# Jimmy Evans
Jimmy Evans Oghenerukwe (Lagos, 13 marzo 1999) è un calciatore nigeriano, attaccante del Nancy.

## Carriera
Nato a Lagos, la sua carriera inizia nel 2019 in Uruguay quando, tramite un gruppo di amici, firma con il Rocha, all'epoca militante in terza divisione. Al termine della stagione 2019, la squadra vince il campionato e viene promossa in seconda divisione.
Dopo tre stagioni con il Rocha, per la stagione 2022 firma con il Danubio. Il 9 febbraio 2022 esordisce nella massima serie uruguaiana, giocando l'incontro vinto 0-1 contro il Cerrito.

## Statistiche

### Presenze e reti nei club
Statistiche aggiornate al 7 aprile 2022.
| Stagione        | Squadra         | Campionato      | Campionato | Campionato | Coppe nazionali | Coppe nazionali | Coppe nazionali | Coppe continentali | Coppe continentali | Coppe continentali | Altre coppe | Altre coppe | Altre coppe | Totale | Totale |
| Stagione        | Squadra         | Comp            | Pres       | Reti       | Comp            | Pres            | Reti            | Comp               | Pres               | Reti               | Comp        | Pres        | Reti        | Pres   | Reti   |
| --------------- | --------------- | --------------- | ---------- | ---------- | --------------- | --------------- | --------------- | ------------------ | ------------------ | ------------------ | ----------- | ----------- | ----------- | ------ | ------ |
| 2019            | Rocha           | 3D              | ?          | ?          |                 | -               | -               |                    | -                  | -                  |             | -           | -           | ?      | ?      |
| 2020            | Rocha           | SD              | 13         | 1          |                 | -               | -               |                    | -                  | -                  |             | -           | -           | 13     | 1      |
| 2021            | Rocha           | SD              | 17         | 2          |                 | -               | -               |                    | -                  | -                  |             | -           | -           | 17     | 2      |
| 2022            | Danubio         | PD              | 6          | 1          |                 | -               | -               |                    | -                  | -                  |             | -           | -           | 6      | 1      |
| Totale carriera | Totale carriera | Totale carriera | 36         | 4          |                 | -               | -               |                    | -                  | -                  |             | -           | -           | 36     | 4      |

## Palmarès

### Club

#### Competizioni nazionali
- Primera División Amateur de Uruguay: 1

Rocha: 2019
- Championnat National: 1

Nancy: 2024-2025